# Highway Hunter
Highway Hunter è un videogioco sparatutto a scorrimento di ambientazione fantascientifica prodotto dalla Safari Software e pubblicato dalla Epic MegaGames nel 1994.

## Trama
Una razza aliena conosciuta come l'Asse delle Nazioni Alleate è riuscita a conquistare la Terra e a piazzare su tutta la superficie del pianeta dei terraformers, macchine in grado di alterare l'atmosfera per renderla adatta agli alieni, uccidendo però la razza umana. Il giocatore veste i panni di un ribelle che, catturato dall'Asse, viene costretto a lavorare sul progetto MASTER (acronimo di Multi-Attack Super Turbo Energy Ranger), una potentissima automobile dotata di armi letali. Una volta completato l'incarico però il ribelle, invece di consegnare l'arma nelle mani degli alieni, se ne impossessa e la usa per fuggire, nonché per combattere la minaccia.

## Modalità di gioco
Il gioco si compone di 15 livelli distribuiti in tre episodi, di cui il primo, Evil Drivers, è l'unico disponibile nella versione shareware. In ogni livello si deve guidare il MASTER per una strada, distruggendo tutti i nemici che si incontreranno lungo il percorso. Il MASTER è inizialmente dotato di 5 unità di energia, e ne perde una ogni volta che si viene colpiti dai nemici o si sbatte contro i bordi della strada. Una volta esaurita l'energia, la partita termina e il giocatore deve ricominciare il livello attuale, con il punteggio azzerato. Alla fine di ogni livello si deve affrontare un boss prima di passare al successivo.

### Potenziamenti
Ci sono moltissimi potenziamenti che si possono raccogliere nei livelli:
- Capsula di energia: Restituisce 3 unità di energia, fino a un massimo di 10.
- U (Upgrade): Potenzia di un livello l'arma del MASTER.
- C: Distrugge tutti i nemici visibili.
- Scudi: Ci sono diversi tipi di scudo, che possono proteggere il veicolo dalla parte frontale, ai lati, oppure globalmente. Gli scudi rimangono attivi per un certo periodo di tempo, o finché non vengono distrutti dagli attacchi.